# Bobby Forrest
John Robert "Bobby" Forrest, född 13 maj 1931 i Rossington, England, död 2005 i Weymouth, var en engelsk professionell fotbollsspelare och manager. 
Forrest startade sin fotbollskarriär i Leeds United där var han en framgångsrik högerinner och  spelade totalt 121 matcher och gjorde 37 mål, varav 119 ligamatcher och 36 ligamål mellan 1952 och 1959. Han fortsatte karriären i Notts County där spelade totalt 166 matcher och gjorde 46 mål, varav 117 ligamatcher och 37 ligamål mellan 1959 och 1962.
Han fortsatte som spelande manager i icke-ligalaget Dorchester Town FC fram till han drog sig tillbaks från fotbollen 1970.